# Hans Gude
Hans Fredrik Gude (ur. 13 marca 1825 w Christianii, zm. 17 sierpnia 1903 w Berlinie) – norweski malarz epoki romantyzmu.
W latach 1841–1844 studiował w Akademii Sztuk Pięknych w Düsseldorfie. W latach 1854–1862 był profesorem tejże akademii. Od 1864 roku przebywał w Karlsruhe, a od 1880 w Berlinie. Jako malarz tworzył głównie pejzaże z motywami górskimi i morskimi.
Uczniami Gudego byli m.in. malarz pejzażysta Anders Askevold (1834–1900), malarka Kitty Lange Kielland i malarka Christiane von Krogh.